# Лауреати Державної премії України в галузі науки і техніки (1983)
Державна премія України в галузі науки і техніки — лауреати 1983 року.
На підставі подання Комітету з Державних премій України в галузі науки і техніки Центральний Комітет Компартії України і Рада Міністрів Української РСР видали Постанову № 600 від 14 грудня 1983 р. «Про присудження Державних премій України в галузі науки і техніки 1983 року»

## Лауреати Державної премії України в галузі науки і техніки 1983 року
| Премійована робота | Лауреати                                    | Коротко про лауреата |
| --- | ------------------------------------------- | --- |
| Цикл робіт «Фізичні основи управління властивостями матеріалів та приладів твердотільної електроніки дією радіації»                                                                                       | Добролеж Сергій Олександрович               | начальник відділення Науково-дослідного інституту виробничого об'єднання «Кристал» імені Ленінського комсомолу                                                              |
| Цикл робіт «Фізичні основи управління властивостями матеріалів та приладів твердотільної електроніки дією радіації»                                                                                       | Горін Борис Михайлович                      | кандидат технічних наук, начальник лабораторії Науково-дослідного інституту приладобудування                                                                                |
| Цикл робіт «Фізичні основи управління властивостями матеріалів та приладів твердотільної електроніки дією радіації»                                                                                       | Александров Олександр Павлович              | інженер-випробувач науково-виробничого об'єднання «Енергія» |
| Цикл робіт «Фізичні основи управління властивостями матеріалів та приладів твердотільної електроніки дією радіації»                                                                                       | Ків Арік Юхимович                           | доктор фізико-математичних наук, завідувач кафедри Криворізького державного педагогічного інституту                                                                         |
| Цикл робіт «Фізичні основи управління властивостями матеріалів та приладів твердотільної електроніки дією радіації»                                                                                       | Ясковець Іван Іванович                      | кандидат фізико-математичних наук, старший науковий співробітник Інституту фізики Академії наук УРСР                                                                        |
| Цикл робіт «Фізичні основи управління властивостями матеріалів та приладів твердотільної електроніки дією радіації»                                                                                       | Давидова Надія Олександрівна                | кандидат фізико-математичних наук, старший науковий співробітник Інституту фізики Академії наук УРСР                                                                        |
| Цикл робіт «Фізичні основи управління властивостями матеріалів та приладів твердотільної електроніки дією радіації»                                                                                       | Шаховцов Валерій Іванович                   | завідувач відділу Інституту фізики Академії наук УРСР |
| Цикл робіт «Фізичні основи управління властивостями матеріалів та приладів твердотільної електроніки дією радіації»                                                                                       | Вінецький Валентин Львович                  | доктор фізико-математичних наук, старший науковий співробітник Інституту фізики Академії наук УРСР                                                                          |
| Цикл робіт «Фізичні основи управління властивостями матеріалів та приладів твердотільної електроніки дією радіації»                                                                                       | Корсунська Надія Овсіївна                   | кандидат фізико-математичних наук, старший науковий співробітник Інституту напівпровідників Академії наук УРСР                                                              |
| Цикл робіт «Фізичні основи управління властивостями матеріалів та приладів твердотільної електроніки дією радіації»                                                                                       | Бугай Олександр Аркадійович                 | доктор фізико-математичних наук, завідувач відділу Інституту напівпровідників Академії наук УРСР                                                                            |
| Розробка та впровадження фізичних методів неруйнуючого контролю волочильного виробництва у кабельній промисловості                                                                                        | Морозов Юрій Семенович                      | кандидат економічних наук, заступник начальника Всесоюзного промислового об'єднання по виробництву кабельної продукції                                                      |
| Розробка та впровадження фізичних методів неруйнуючого контролю волочильного виробництва у кабельній промисловості                                                                                        | Комяк Микола Іванович                       | доктор технічних наук, завідувач відділу ленінградського науково-виробничого об'єднання «Буревісник»                                                                        |
| Розробка та впровадження фізичних методів неруйнуючого контролю волочильного виробництва у кабельній промисловості                                                                                        | Ковальов Юрій Вікторович                    | завідувач відділу галузевої науково-дослідної лабораторії Одеського державного університету імені І. І. Мечникова                                                           |
| Розробка та впровадження фізичних методів неруйнуючого контролю волочильного виробництва у кабельній промисловості                                                                                        | Ханонкін Олександр Аркадійович              | кандидат фізики-математичних наук, завідувач галузевою науково-дослідною лабораторією Одеського державного університету імені І. І. Мечникова                               |
| Розробка та впровадження фізичних методів неруйнуючого контролю волочильного виробництва у кабельній промисловості                                                                                        | Білоус Віталій Михайлович                   | доктор фізико-математичних наук, директор науково-дослідного інституту фізики                                                                                               |
| Розробка та впровадження фізичних методів неруйнуючого контролю волочильного виробництва у кабельній промисловості                                                                                        | Смілянський Володимир Миронович             | начальник центральної лабораторії Одеського кабельного заводу імені 60-річчя Великої Жовтневої соціалістичної революції                                                     |
| Розробка та впровадження фізичних методів неруйнуючого контролю волочильного виробництва у кабельній промисловості                                                                                        | Луценко Георгій Іванович                    | головний технолог Одеського кабельного заводу імені 60-річчя Великої Жовтневої соціалістичної революції                                                                     |
| Розробка та впровадження фізичних методів неруйнуючого контролю волочильного виробництва у кабельній промисловості                                                                                        | Іваницький Олександр Гнатович               | головний інженер Одеського кабельного заводу імені 60-річчя Великої Жовтневої соціалістичної революції                                                                      |
| Розробка та впровадження фізичних методів неруйнуючого контролю волочильного виробництва у кабельній промисловості                                                                                        | Корнісюк Віктор Сергійович                  | директор Одеського кабельного заводу імені 60-річчя Великої Жовтневої соціалістичної революції                                                                              |
| Розробка та впровадження фізичних методів неруйнуючого контролю волочильного виробництва у кабельній промисловості                                                                                        | Лютцау Всеволод Григорович                  | доктор технічних наук, заступник завідувача відділу Інституту машинознавства імені А. А. Благонравова Академії наук СРСР                                                    |
| Цикл робіт \"Теоретична і регіональна мінералогія\" | Лазаренко Євген Костянтинович (посмертно)   | академік Академії наук УРСР |
| Цикл робіт \"Теоретична і регіональна мінералогія\" | Калюжний Володимир Антонович                | доктор геолого-мінералогічних наук, завідувач відділу Інституту геології і геохімії горючих копалин Академії наук УРСР                                                      |
| Цикл робіт \"Теоретична і регіональна мінералогія\" | Панов Борис Семенович                       | доктор геолого-мінералогічних наук, завідувач кафедри Донецького політехнічного інституту                                                                                   |
| Цикл робіт \"Теоретична і регіональна мінералогія\" | Матковський Орест Ілярович                  | доктор геолого-мінералогічних наук, завідувач кафедри Львівського державного університету імені Івана Франка                                                                |
| Цикл робіт \"Теоретична і регіональна мінералогія\" | Таращан Аркадій Миколайович                 | доктор геолого-мінералогічних наук, завідувач лабораторії Інституту геохімії і фізики мінералів Академії наук УРСР                                                          |
| Цикл робіт \"Теоретична і регіональна мінералогія\" | Матяш Іван Васильович                       | доктор фізико-математичних наук, завідувач відділу Інституту геохімії і фізики мінералів Академії наук                                                                      |
| Цикл робіт \"Теоретична і регіональна мінералогія\" | Платонов Олексій Миколайович                | доктор геолого-мінералогічних наук, завідувач відділу Інституту геохімії і фізики мінералів Академії наук УРСР                                                              |
| Цикл робіт \"Теоретична і регіональна мінералогія\" | Литвин Олександр Лукич                      | доктор геолого-мінералогічних наук, завідувач відділу Інституту геохімії і фізики мінералів Академії наук УРСР                                                              |
| Цикл робіт \"Теоретична і регіональна мінералогія\" | Куковський Євгеній Георгійович              | доктор геолого-мінералогічних наук, завідувач відділу Інституту геохімії і фізики мінералів Академії наук УРСР                                                              |
| Цикл робіт \"Теоретична і регіональна мінералогія\" | Поваренних Олександр Сергійович             | академік Академії наук УРСР, завідувач відділу Інституту геохімії і фізики мінералів Академії наук УРСР                                                                     |
| Розробка та широке промислове впровадження прогресивної циклічно-потокової технології на залізорудних кар'єрах Кривбасу                                                                                   | Кітач Гаврило Макарович (посмертно)         | доктор технічних наук |
| Розробка та широке промислове впровадження прогресивної циклічно-потокової технології на залізорудних кар'єрах Кривбасу                                                                                   | Тартаковський Борис Миколайович (посмертно) | доктор технічних наук |
| Розробка та широке промислове впровадження прогресивної циклічно-потокової технології на залізорудних кар'єрах Кривбасу                                                                                   | Андрющенко Анатолій Васильович              | заступник головного інженера Державного інституту по проектуванню підприємств залізорудної промисловості                                                                    |
| Розробка та широке промислове впровадження прогресивної циклічно-потокової технології на залізорудних кар'єрах Кривбасу                                                                                   | Савицький Іван Іванович                     | директор Південного гірничо-збагачувального комбінату імені XXV з'їзду КПРС                                                                                                 |
| Розробка та широке промислове впровадження прогресивної циклічно-потокової технології на залізорудних кар'єрах Кривбасу                                                                                   | Панчошний Микола Максимович                 | директор Північного гірничо-збагачувального комбінату імені Комсомолу України                                                                                               |
| Розробка та широке промислове впровадження прогресивної циклічно-потокової технології на залізорудних кар'єрах Кривбасу                                                                                   | Колібаба Володимир Лаврентійович            | кандидат технічних наук, заступник начальника управління Міністерства чорної металургії СРСР                                                                                |
| Розробка та широке промислове впровадження прогресивної циклічно-потокової технології на залізорудних кар'єрах Кривбасу                                                                                   | Кіковка Євгеній Іванович                    | кандидат технічних наук, головний інженер Інгулецького гірничо-збагачувального комбінату імені 50-річчя СРСР                                                                |
| Розробка та широке промислове впровадження прогресивної циклічно-потокової технології на залізорудних кар'єрах Кривбасу                                                                                   | Васильєв Михайло Володимирович              | доктор технічних наук, директор Інститут гірничої справи Міністерства чорної металургії СРСР                                                                                |
| Розробка та широке промислове впровадження прогресивної циклічно-потокової технології на залізорудних кар'єрах Кривбасу                                                                                   | Єфремов Ернест Іванович                     | доктор технічних наук, заступник директора Інституту геотехнічної механіки Академії наук УРСР                                                                               |
| Розробка та широке промислове впровадження прогресивної циклічно-потокової технології на залізорудних кар'єрах Кривбасу                                                                                   | Новожилов Михайло Галактіонович             | доктор технічних наук, завідувач кафедри Дніпропетровського гірничого інституту імені Артема                                                                                |
| Робота «Організація виробництва унікальних зварних конструкцій для газонафтохімічної промисловості на основі розробки та впровадження нових високоефективних матеріалів і технологічних процесів»         | Макара Арсеній Мартинович (посмертно)       | член-кореспондент Академії наук УРСР |
| Робота «Організація виробництва унікальних зварних конструкцій для газонафтохімічної промисловості на основі розробки та впровадження нових високоефективних матеріалів і технологічних процесів»         | Півень Григорій Антонович                   | начальник цеху виробничого об'єднання «Ждановважмаш» |
| Робота «Організація виробництва унікальних зварних конструкцій для газонафтохімічної промисловості на основі розробки та впровадження нових високоефективних матеріалів і технологічних процесів»         | Налча Георгій Іванович                      | кандидат технічних наук, начальник відділу Жданівського металургійного заводу імені Ілліча                                                                                  |
| Робота «Організація виробництва унікальних зварних конструкцій для газонафтохімічної промисловості на основі розробки та впровадження нових високоефективних матеріалів і технологічних процесів»         | Єлхімов Федор Михайлович                    | електрозварник Волгоградського виробничого об'єднання нафтового машинобудування                                                                                             |
| Робота «Організація виробництва унікальних зварних конструкцій для газонафтохімічної промисловості на основі розробки та впровадження нових високоефективних матеріалів і технологічних процесів»         | Бублик Григорій Іванович                    | головний інженер Волгоградського виробничого об'єднання нафтового машинобудування                                                                                           |
| Робота «Організація виробництва унікальних зварних конструкцій для газонафтохімічної промисловості на основі розробки та впровадження нових високоефективних матеріалів і технологічних процесів»         | Сальников Геннадій Олексійович              | генеральний директор Волгоградського виробничого об'єднання нафтового машинобудування                                                                                       |
| Робота «Організація виробництва унікальних зварних конструкцій для газонафтохімічної промисловості на основі розробки та впровадження нових високоефективних матеріалів і технологічних процесів»         | Рубенчик Юлій Ізраїлович                    | доктор технічних наук, завідувач кафедри Волгоградського політехнічного інституту                                                                                           |
| Робота «Організація виробництва унікальних зварних конструкцій для газонафтохімічної промисловості на основі розробки та впровадження нових високоефективних матеріалів і технологічних процесів»         | Юрчишин Олександр Віталійович               | старший інженер Інституту електрозварювання імені Є. О. Патона Академії наук УРСР                                                                                           |
| Робота «Організація виробництва унікальних зварних конструкцій для газонафтохімічної промисловості на основі розробки та впровадження нових високоефективних матеріалів і технологічних процесів»         | Єгорова Світлана Василівна                  | кандидат технічних наук, старший науковий співробітник Інституту електрозварювання імені Є. О. Патона Академії наук УРСР                                                    |
| Робота «Організація виробництва унікальних зварних конструкцій для газонафтохімічної промисловості на основі розробки та впровадження нових високоефективних матеріалів і технологічних процесів»         | Стеренбоген Юрій Олександрович              | доктор технічних наук, завідувач відділу Інституту електрозварювання імені Є. О. Патона Академії наук УРСР                                                                  |
| Розробка та впровадження технології монодисперсного гранулювання розплавів і нового віброгрануляційного обладнання у виробництві мінеральних добрив на підприємствах азотної промисловості                | Іванов Марк Єфремович                       | кандидат технічних наук, завідувач лабораторії Державного науково-дослідного і проектного інституту азотної промисловості та продуктів органічного синтезу                  |
| Розробка та впровадження технології монодисперсного гранулювання розплавів і нового віброгрануляційного обладнання у виробництві мінеральних добрив на підприємствах азотної промисловості                | Олевський Віктор Маркович                   | доктор технічних наук, заступник директора Державного науково-дослідного і проектного інституту азотної промисловості та продуктів органічного синтезу                      |
| Розробка та впровадження технології монодисперсного гранулювання розплавів і нового віброгрануляційного обладнання у виробництві мінеральних добрив на підприємствах азотної промисловості                | Буцький Микола Дмитрович                    | заступник завідувача відділу Дослідного конструкторсько-технологічного бюро Інституту технічної теплофізики Академії наук УРСР                                              |
| Розробка та впровадження технології монодисперсного гранулювання розплавів і нового віброгрануляційного обладнання у виробництві мінеральних добрив на підприємствах азотної промисловості                | Кравченко Юрій Сергійович                   | заступник начальника Дослідного конструкторсько-технологічного бюро Інституту технічної теплофізики Академії наук УРСР                                                      |
| Розробка та впровадження технології монодисперсного гранулювання розплавів і нового віброгрануляційного обладнання у виробництві мінеральних добрив на підприємствах азотної промисловості                | Кремньов Олег Олександрович                 | академік Академії наук УРСР, заступник директора Інституту технічної теплофізики Академії наук УРСР                                                                         |
| Розробка та впровадження технології монодисперсного гранулювання розплавів і нового віброгрануляційного обладнання у виробництві мінеральних добрив на підприємствах азотної промисловості                | Назаров Сергій Костянтинович                | начальник відділу Горлівського виробничого об'єднання «Стирол» імені Серго Орджонікідзе                                                                                     |
| Розробка та впровадження технології монодисперсного гранулювання розплавів і нового віброгрануляційного обладнання у виробництві мінеральних добрив на підприємствах азотної промисловості                | Пащенко Григорій Самійлович                 | начальник цеху Черкаського виробничого об'єднання «Азот» |
| Розробка та впровадження технології монодисперсного гранулювання розплавів і нового віброгрануляційного обладнання у виробництві мінеральних добрив на підприємствах азотної промисловості                | Шевцов Анатолій Єфимович                    | начальник цеху Сєверодонецького виробничого об'єднання «Азот» імені Комсомолу України                                                                                       |
| Розробка та впровадження технології монодисперсного гранулювання розплавів і нового віброгрануляційного обладнання у виробництві мінеральних добрив на підприємствах азотної промисловості                | Клоповський Борис Олексійович               | провідний інженер Всесоюзного науково-дослідного і конструкторського інституту хімічного машинобудування                                                                    |
| Розробка та впровадження технології монодисперсного гранулювання розплавів і нового віброгрануляційного обладнання у виробництві мінеральних добрив на підприємствах азотної промисловості                | Холін Борис Георгійович                     | доктор технічних наук, заступник директора Сумського філіалу Харківського політехнічного інституту імені В. І. Леніна                                                       |
| Цикл робіт «Експериментальні і теоретичні дослідження з фізики рідких металів» | Гурський Зіновій Олександрович              | кандидат фізико-математичних наук, старший науковий співробітник Львівського відділення Інституту теоретичної фізики Академії наук УРСР                                     |
| Цикл робіт «Експериментальні і теоретичні дослідження з фізики рідких металів» | Алексєєв Володимир Олексійович              | кандидат фізико-математичних наук, керівник групи Інституту атомної енергії імені І. В. Курчатова                                                                           |
| Цикл робіт «Експериментальні і теоретичні дослідження з фізики рідких металів» | Прохоренко Віктор Якович                    | кандидат фізико-математичних наук, доцент Львівського державного університету імені Івана Франка                                                                            |
| Цикл робіт «Експериментальні і теоретичні дослідження з фізики рідких металів» | Дутчак Ярослав Йосипович                    | доктор фізико-математичних наук, завідувач кафедри Львівського державного університету імені Івана Франка                                                                   |
| Цикл робіт «Експериментальні і теоретичні дослідження з фізики рідких металів» | Ільїнський Олександр Георгійович            | кандидат фізико-математичних наук, старший науковий співробітник Інституту металофізики Академії наук УРСР                                                                  |
| Цикл робіт «Експериментальні і теоретичні дослідження з фізики рідких металів» | Романова Олександра Василівна               | доктор фізико-математичних наук, завідувачка відділу Інституту металофізики Академії наук УРСР                                                                              |
| Цикл робіт «Експериментальні і теоретичні дослідження з фізики рідких металів» | Федоров Валентин Євгенович                  | кандидат фізико-математичних наук, доцент Київського державного університету імені Т. Г. Шевченка                                                                           |
| Цикл робіт «Експериментальні і теоретичні дослідження з фізики рідких металів» | Лисов Володимир Іванович                    | кандидат фізико-математичних наук, завідувач лабораторії Київського державного університету імені Т. Г. Шевченка                                                            |
| Цикл робіт «Експериментальні і теоретичні дослідження з фізики рідких металів» | Харьков Євген Йосипович                     | доктор фізико-математичних наук, професор Київського державного університету імені Т. Г. Шевченка                                                                           |
| Цикл робіт «Експериментальні і теоретичні дослідження з фізики рідких металів» | Кузьменко Петро Павлович                    | доктор фізико-математичних наук, завідувач кафедри Київського державного університету імені Т. Г. Шевченка                                                                  |
| Цикл робіт «Розробка теорії та практична побудова координатних систем для геодинамічних, селенодезичних і космічних досліджень»                                                                           | Гаврилов Ігор Володимирович (посмертно)     | доктор фізико-математичних наук |
| Цикл робіт «Розробка теорії та практична побудова координатних систем для геодинамічних, селенодезичних і космічних досліджень»                                                                           | Кур'янова Антоніна Микитівна                | кандидат фізико-математичних наук, молодший науковий співробітник Головної астрономічної обсерваторії Академії наук УРСР                                                    |
| Цикл робіт «Розробка теорії та практична побудова координатних систем для геодинамічних, селенодезичних і космічних досліджень»                                                                           | Корсунь Алла Олексіївна                     | кандидат фізико-математичних наук, старший науковий співробітник Головної астрономічної обсерваторії Академії наук УРСР                                                     |
| Цикл робіт «Розробка теорії та практична побудова координатних систем для геодинамічних, селенодезичних і космічних досліджень»                                                                           | Дума Дмитро Павлович                        | доктор фізико-математичних наук, завідувач лабораторії Головної астрономічної обсерваторії Академії наук УРСР                                                               |
| Цикл робіт «Розробка теорії та практична побудова координатних систем для геодинамічних, селенодезичних і космічних досліджень»                                                                           | Федоров Євген Павлович                      | академік Академії наук УРСР, старший науковий співробітник-консультант Головної астрономічної обсерваторії Академії наук УРСР                                               |
| Цикл робіт «Розробка теорії та практична побудова координатних систем для геодинамічних, селенодезичних і космічних досліджень»                                                                           | Яцків Ярослав Степанович                    | член-кореспондент Академії наук УРСР, директор Головної астрономічної обсерваторії Академії наук УРСР                                                                       |
| Цикл робіт «Розробка теорії та практична побудова координатних систем для геодинамічних, селенодезичних і космічних досліджень»                                                                           | Кислюк Віталій Степанович                   | кандидат фізико-математичних наук, заступник директора Головної астрономічної обсерваторії Академії наук УРСР                                                               |
| Створення Музею медицини Української РСР, відновлення Музею-садиби М. І. Пирогова, використання їх для широкої пропаганди досягнень вітчизняної медичної наук і практики охорони здоров'я                 | Крижопільський Альберт Мошкович             | художник Київського комбінату монументально-декоративного мистецтва |
| Створення Музею медицини Української РСР, відновлення Музею-садиби М. І. Пирогова, використання їх для широкої пропаганди досягнень вітчизняної медичної наук і практики охорони здоров'я                 | Хан Микола Олексійович (посмертно)          | художник |
| Створення Музею медицини Української РСР, відновлення Музею-садиби М. І. Пирогова, використання їх для широкої пропаганди досягнень вітчизняної медичної наук і практики охорони здоров'я                 | Гончаренко Сергій Іванович                  | художник-живописець Київського скульптурно-живописного комбінату |
| Створення Музею медицини Української РСР, відновлення Музею-садиби М. І. Пирогова, використання їх для широкої пропаганди досягнень вітчизняної медичної наук і практики охорони здоров'я                 | Собчук Галина Семенівна                     | директор Музею-садиби М. І. Пирогова |
| Створення Музею медицини Української РСР, відновлення Музею-садиби М. І. Пирогова, використання їх для широкої пропаганди досягнень вітчизняної медичної наук і практики охорони здоров'я                 | Дебов Сергій Сергійович                     | академік Академії медичних наук СРСР |
| Створення Музею медицини Української РСР, відновлення Музею-садиби М. І. Пирогова, використання їх для широкої пропаганди досягнень вітчизняної медичної наук і практики охорони здоров'я                 | Білик Василь Данилович                      | доктор медичних наук, ректор Вінницького медичного інституту імені М. І. Пирогова                                                                                           |
| Створення Музею медицини Української РСР, відновлення Музею-садиби М. І. Пирогова, використання їх для широкої пропаганди досягнень вітчизняної медичної наук і практики охорони здоров'я                 | Кульчицький Костянтин Іванович              | доктор медичних наук, завідувач кафедри Київського медичного інституту імені академіка О. О. Богомольця                                                                     |
| Створення Музею медицини Української РСР, відновлення Музею-садиби М. І. Пирогова, використання їх для широкої пропаганди досягнень вітчизняної медичної наук і практики охорони здоров'я                 | Уташ Анатолій Васильович                    | головний механік Музею медицини Української РСР |
| Створення Музею медицини Української РСР, відновлення Музею-садиби М. І. Пирогова, використання їх для широкої пропаганди досягнень вітчизняної медичної наук і практики охорони здоров'я                 | Грандо Олександр Абрамович                  | доктор медичних наук, директор Музею медицини Української РСР |
| Цикл робіт «Обґрунтування, комплексна розробка та впровадження в широку медичну практику методів діагностики, лікування і профілактики захворювань передміхурової залози — простатиту, склерозу, аденоми» | Кравчук Василь Остапович                    | завідувач відділення Волинської обласної лікарні |
| Цикл робіт «Обґрунтування, комплексна розробка та впровадження в широку медичну практику методів діагностики, лікування і профілактики захворювань передміхурової залози — простатиту, склерозу, аденоми» | Чернишов Віктор Павлович                    | доктор медичних наук, завідувач лабораторії Київського науково-дослідного інституту педіатрії, акушерства і гінекології імені Героя Радянського Союзу професора П. М. Буйка |
| Цикл робіт «Обґрунтування, комплексна розробка та впровадження в широку медичну практику методів діагностики, лікування і профілактики захворювань передміхурової залози — простатиту, склерозу, аденоми» | Серняк Петро Степанович                     | доктор медичних наук, завідувач кафедри Донецького медичного інституту імені М. Горького                                                                                    |
| Цикл робіт «Обґрунтування, комплексна розробка та впровадження в широку медичну практику методів діагностики, лікування і профілактики захворювань передміхурової залози — простатиту, склерозу, аденоми» | Возіанов Олександр Федорович                | доктор медичних наук, завідувач кафедри Київського медичного інституту імені академіка О. О. Богомольця                                                                     |
| Цикл робіт «Обґрунтування, комплексна розробка та впровадження в широку медичну практику методів діагностики, лікування і профілактики захворювань передміхурової залози — простатиту, склерозу, аденоми» | Люлько Олексій Володимирович                | доктор медичних наук, проректор Дніпропетровського медичного інституту |
| Цикл робіт «Обґрунтування, комплексна розробка та впровадження в широку медичну практику методів діагностики, лікування і профілактики захворювань передміхурової залози — простатиту, склерозу, аденоми» | Колесніков Георгій Пилипович                | доктор медичних наук, завідувач лабораторії Київського науково-дослідного інституту урології та нефрології                                                                  |
| Цикл робіт «Обґрунтування, комплексна розробка та впровадження в широку медичну практику методів діагностики, лікування і профілактики захворювань передміхурової залози — простатиту, склерозу, аденоми» | Юнда Іван Федорович                         | доктор медичних наук, завідувач відділення Київського науково-дослідного інституту урології та нефрології                                                                   |
| Цикл робіт «Обґрунтування, комплексна розробка та впровадження в широку медичну практику методів діагностики, лікування і профілактики захворювань передміхурової залози — простатиту, склерозу, аденоми» | Переверзєв Олексій Сергійович               | доктор медичних наук, завідувач відділення Київського науково-дослідного інституту урології та нефрології                                                                   |
| Цикл робіт «Обґрунтування, комплексна розробка та впровадження в широку медичну практику методів діагностики, лікування і профілактики захворювань передміхурової залози — простатиту, склерозу, аденоми» | Павлова Лілія Петрівна                      | доктор медичних наук, завідувачка відділу Київського науково-дослідного інституту урології та нефрології                                                                    |
| Цикл робіт «Обґрунтування, комплексна розробка та впровадження в широку медичну практику методів діагностики, лікування і профілактики захворювань передміхурової залози — простатиту, склерозу, аденоми» | Карпенко Віктор Степанович                  | доктор медичних наук, директор Київського науково-дослідного інституту урології та нефрології                                                                               |
| Розробка прогресивної технології вирощування насіння, виведення та впровадження у виробництво високоврожайних сортів люцерни для Степової зони УРСР                                                       | Смутченко Леонід Тимофійович                | директор радгоспу «Лиманський» Херсонського аграрно-промислового об'єднання по виробництву і переробці овочів, фруктів, винограду                                           |
| Розробка прогресивної технології вирощування насіння, виведення та впровадження у виробництво високоврожайних сортів люцерни для Степової зони УРСР                                                       | Демчук Анатолій Тимофійович                 | голова колгоспу імені Щорса Долинського району Кіровоградської області |
| Розробка прогресивної технології вирощування насіння, виведення та впровадження у виробництво високоврожайних сортів люцерни для Степової зони УРСР                                                       | Тур Василь Захарович                        | голова колгоспу імені Татарбунарського повстання Татарбунарського району Одеської області                                                                                   |
| Розробка прогресивної технології вирощування насіння, виведення та впровадження у виробництво високоврожайних сортів люцерни для Степової зони УРСР                                                       | Терещенко Миколі Михайловичу                | кандидат сільськогосподарських наук, завідувач відділу Всесоюзного селекційно-генетичного інституту                                                                         |
| Розробка прогресивної технології вирощування насіння, виведення та впровадження у виробництво високоврожайних сортів люцерни для Степової зони УРСР                                                       | Клюй Василь Семенович                       | кандидат економічних наук, заступник завідувача відділу Управління Справами Ради Міністрів УРСР                                                                             |
| Розробка прогресивної технології вирощування насіння, виведення та впровадження у виробництво високоврожайних сортів люцерни для Степової зони УРСР                                                       | Гасаненко Луїза Степанівна                  | кандидат сільськогосподарських наук, старший науковий співробітник Українського науково-дослідного інституту зрошуваного землеробства                                       |
| Розробка прогресивної технології вирощування насіння, виведення та впровадження у виробництво високоврожайних сортів люцерни для Степової зони УРСР                                                       | Гасаненко Олексій Якович                    | кандидат сільськогосподарських наук. завідувач лабораторії Українського науково-дослідного інституту зрошуваного землеробства                                               |
| Розробка прогресивної технології вирощування насіння, виведення та впровадження у виробництво високоврожайних сортів люцерни для Степової зони УРСР                                                       | Гладков Серафим Олександрович               | кандидат сільськогосподарських наук, завідувач лабораторії Українського науково-дослідного інституту зрошуваного землеробства                                               |
| Розробка прогресивної технології вирощування насіння, виведення та впровадження у виробництво високоврожайних сортів люцерни для Степової зони УРСР                                                       | Собко Олександр Олексійович                 | член-кореспондент ВАСГНІЛ, заступник голови президії Південного відділення Всесоюзної академії сільськогосподарських наук імені В. І. Леніна                                |
| Цикл наукових робіт з історії середньовічного Києва /1972-1982 рр./ | Гупало Костянтин Миколайович                | заступник директора Музею історії міста Києва |
| Цикл наукових робіт з історії середньовічного Києва /1972-1982 рр./ | Харламов Віктор Олександрович               | молодший науковий співробітник Інституту археології Академії наук УРСР |
| Цикл наукових робіт з історії середньовічного Києва /1972-1982 рр./ | Сагайдак Михайло Андрійович                 | молодший науковий співробітник Інституту археології Академії наук УРСР |
| Цикл наукових робіт з історії середньовічного Києва /1972-1982 рр./ | Івакін Гліб Юрійович                        | молодший науковий співробітник Інституту археології Академії наук УРСР |
| Цикл наукових робіт з історії середньовічного Києва /1972-1982 рр./ | Мовчан Іван Іванович                        | молодший науковий співробітник Інституту археології Академії наук УРСР |
| Цикл наукових робіт з історії середньовічного Києва /1972-1982 рр./ | Кілієвич Стефанія Ромуальдівна              | кандидат історичних наук, старший науковий співробітник Інституту археології Академії наук УРСР                                                                             |
| Цикл наукових робіт з історії середньовічного Києва /1972-1982 рр./ | Боровський Ярослав Євгенович                | кандидат філологічних наук, старший науковий співробітник Інституту археології Академії наук УРСР                                                                           |
| Цикл наукових робіт з історії середньовічного Києва /1972-1982 рр./ | Висоцький Сергій Олександрович              | доктор історичних наук, завідувач сектору Інституту археології Академії наук УРСР                                                                                           |
| Цикл наукових робіт з історії середньовічного Києва /1972-1982 рр./ | Толочко Петро Петрович                      | доктор історичних наук, завідувач відділу Інституту археології Академії наук УРСР                                                                                           |
| П'ятитомне в семи книгах видання «Визначник грибів України» / 1967—1979 рр. / | Морочковський Семен Филимонович (посмертно) | доктор біологічних наук |
| П'ятитомне в семи книгах видання «Визначник грибів України» / 1967—1979 рр. / | Зеров Дмитро Костянтинович (посмертно)      | академік Академії наук УРСР |
| П'ятитомне в семи книгах видання «Визначник грибів України» / 1967—1979 рр. / | Сміцька Марія Федорівна                     | кандидат біологічних наук, старший науковий співробітник Інституту ботаніки імені М. Г. Холодного Академії наук УРСР                                                        |
| П'ятитомне в семи книгах видання «Визначник грибів України» / 1967—1979 рр. / | Зерова Марія Яківна                         | доктор біологічних наук, старший науковий співробітник Інституту ботаніки імені М. Г. Холодного Академії наук УРСР                                                          |
| П'ятитомне в семи книгах видання «Визначник грибів України» / 1967—1979 рр. / | Дудка Ірина Олександрівна                   | доктор біологічних наук, завідувачка відділу Інституту ботаніки імені М. Г. Холодного Академії наук УРСР                                                                    |
| Створення і впровадження в авіаційну та інші галузі промисловості матеріалів, обладнання і технології детонаційного напилення покриттів, які значно підвищують надійність та ресурс машин і механізмів    | Дудко Данил Андрійович                      | академік Академії наук УРСР, заступник директора Інституту електрозварювання імені Є. О. Патона Академії наук УРСР                                                          |
| Створення і впровадження в авіаційну та інші галузі промисловості матеріалів, обладнання і технології детонаційного напилення покриттів, які значно підвищують надійність та ресурс машин і механізмів    | Канарчук Вадим Євгенович                    | доктор технічних наук, завідувач кафедри Київського інституту інженерів цивільної авіації                                                                                   |
| Створення і впровадження в авіаційну та інші галузі промисловості матеріалів, обладнання і технології детонаційного напилення покриттів, які значно підвищують надійність та ресурс машин і механізмів    | Кадиров Валерій Хабібович                   | кандидат технічних наук, завідувач відділу особливого конструкторсько-технологічного бюро Інституту проблем матеріалознавства Академії наук УРСР                            |
| Створення і впровадження в авіаційну та інші галузі промисловості матеріалів, обладнання і технології детонаційного напилення покриттів, які значно підвищують надійність та ресурс машин і механізмів    | Козлов Сергій Олександрович                 | завідувач відділу особливого конструкторсько-технологічного бюро Інституту проблем матеріалознавства Академії наук УРСР                                                     |
| Створення і впровадження в авіаційну та інші галузі промисловості матеріалів, обладнання і технології детонаційного напилення покриттів, які значно підвищують надійність та ресурс машин і механізмів    | Андрущак Олег Антонович                     | завідувач сектору особливого конструкторсько-технологічного бюро Інституту проблем матеріалознавства Академії наук УРСР                                                     |
| Створення і впровадження в авіаційну та інші галузі промисловості матеріалів, обладнання і технології детонаційного напилення покриттів, які значно підвищують надійність та ресурс машин і механізмів    | Гарда Олександр Петрович                    | завідувач сектору особливого конструкторсько-технологічного бюро Інституту проблем матеріалознавства Академії наук                                                          |
| Створення і впровадження в авіаційну та інші галузі промисловості матеріалів, обладнання і технології детонаційного напилення покриттів, які значно підвищують надійність та ресурс машин і механізмів    | Павлов Олександр Пилипович                  | генеральний директор Казанського моторобудівного виробничого об'єднання |
| Створення і впровадження в авіаційну та інші галузі промисловості матеріалів, обладнання і технології детонаційного напилення покриттів, які значно підвищують надійність та ресурс машин і механізмів    | Бєлоног Валерій Михайлович                  | заступник генерального директора Казанського моторобудівного виробничого об'єднання                                                                                         |
| Створення і впровадження в авіаційну та інші галузі промисловості матеріалів, обладнання і технології детонаційного напилення покриттів, які значно підвищують надійність та ресурс машин і механізмів    | Пересада Іван Данилович                     | начальник виробництва Запорізького виробничого об'єднання «Моторобудівник» імені 50-річчя Великої Жовтневої соціалістичної революції                                        |
| Створення і впровадження в авіаційну та інші галузі промисловості матеріалів, обладнання і технології детонаційного напилення покриттів, які значно підвищують надійність та ресурс машин і механізмів    | Самсонов Григорій Валентинович (посмертно)  | член-кореспондент Академії наук УРСР |
| Створення спортивного комплексу Республіканського стадіону в місті Києві | Єсипенко Павло Євменович                    | Заступник Голови Ради Міністрів УРСР |
| Створення спортивного комплексу Республіканського стадіону в місті Києві | Гранаткін Геннадій Іванович                 | завідувач відділу Зонального науково-дослідного і проектного інституту типового та експериментального проектування житлових і громадських будинків                          |
| Створення спортивного комплексу Республіканського стадіону в місті Києві | Трофименко Юрій Миколайович                 | заступник головного інженера Зонального науково-дослідного і проектного інституту типового та експериментального проектування житлових і громадських будинків               |
| Створення спортивного комплексу Республіканського стадіону в місті Києві | Злобін Геннадій Карпович                    | Голова Держбуду УРСР |
| Створення спортивного комплексу Республіканського стадіону в місті Києві | Коритний Валерій Федорович                  | заступник начальника управління Комітету по фізичній культурі і спорту при Раді Міністрів УРСР                                                                              |
| Створення спортивного комплексу Республіканського стадіону в місті Києві | Жданова Томіла Тимофіївна                   | бригадир мулярів спеціалізованого будівельного управління № 48 тресту «Київопорядбуд»                                                                                       |
| Створення спортивного комплексу Республіканського стадіону в місті Києві | Гречина Михайло Гнатович (посмертно)        | кандидат архітектури |
| Підручник «Микробиология /с вирусологией и иммунологией/», опублікований у 1980 році / 4-те видання / | Пяткін Кирил Дмитрович                      | доктор медичних наук, старший науковий співробітник Кримського медичного інституту                                                                                          |
| Підручник «Микробиология /с вирусологией и иммунологией/», опублікований у 1980 році / 4-те видання / | Кривошеїн Юрій Семенович                    | кандидат медичних наук, завідувач кафедри Кримського медичного інституту |
| Підручник «Металлургия чугуна», опублікований у 1981 році | Єфіменко Георгій Григорович                 | член-кореспондент Академії наук УРСР, Міністр вищої і середньої спеціальної освіти УРСР                                                                                     |
| Підручник «Металлургия чугуна», опублікований у 1981 році | Гіммельфарб Абрам Анатолійович              | доктор технічних наук, завідувач кафедри Дніпропетровського металургійного інституту імені Л. І. Брежнєва                                                                   |
| Підручник «Металлургия чугуна», опублікований у 1981 році | Левченко Василь Юхимович                    | кандидат технічних наук, проректор Дніпропетровського металургійного інституту імені Л. І. Брежнєва                                                                         |